# Kasteel Geusselt
Kasteel Geusselt is een kasteel in het noordoosten van de Nederlandse gemeente Maastricht. Het grotendeels 17e-eeuwse kasteel in het Geusseltpark in de buurt Wittevrouwenveld maakt deel uit van het Buitengoed Geul & Maas.

## Geschiedenis
De naam Geusselt is waarschijnlijk afgeleid van het woord goysen (= gutsen, stromen), daarmee verwijzend naar het vele water in dit van oorsprong moerassige gebied, Geusselterbroek genoemd.
De eerste bebouwing op deze locatie stamt waarschijnlijk uit de 14e eeuw, maar de oudste geschiedenis van het kasteel is nog niet opgehelderd. De eerste vermelding dateert uit 1381. De eerste met naam bekende bezitter heette Han van den Herte, maar stond ook bekend als Jan van Goisselt, een leenman van de hertog van Brabant, die tevens heer van Valkenburg was. Begin 16e eeuw was het kasteel in bezit van de familie Van Blitterswijk. In 1541 was Andries van Pallandt, Brabants hoogschout van Maastricht en schout van Borgharen, eigenaar. Charles van Pallant verkocht het kasteel aan de augustijnen van Maastricht, die het vóór 1662 doorverkochten aan Willem Schellart, kanunnik van het kapittel van Sint-Servaas. In 1678 kwam het kasteel in bezit van de familie Van Brienen, die het tot eind 19e eeuw bewoonden.
In de 18e eeuw werd het kasteel uitgebreid met twee zijvleugels. In 1954 kocht de gemeente Maastricht het kasteel en werd het gerestaureerd, waarbij enkele bijgebouwen werden gesloopt. In 1997 werd het kasteel gerestaureerd. Recente gebruikers waren een makelaar, Monumentenzorg Limburg en de groep Avenue2 (de bouwers van de Koning Willem-Alexandertunnel).

## Beschrijving
Het nog bestaande hoofdgebouw van het kasteel dateert uit ca. 1620 en werd in 1657 grondig verbouwd, getuige het opschrift op een gedenksteen. De ingang werd bij die verbouwing naar het middendeel verplaatst en versierd met mergelstenen decoraties. De zijvleugels werden rond 1800 aan het hoofdgebouw vastgebouwd. In het midden van de voorgevel bevindt zich een toren met een vroeg-18e-eeuws uurwerk, waarvan de maker onbekend is. De bakstenen brug over de slotgracht dateert uit ca. 1830.

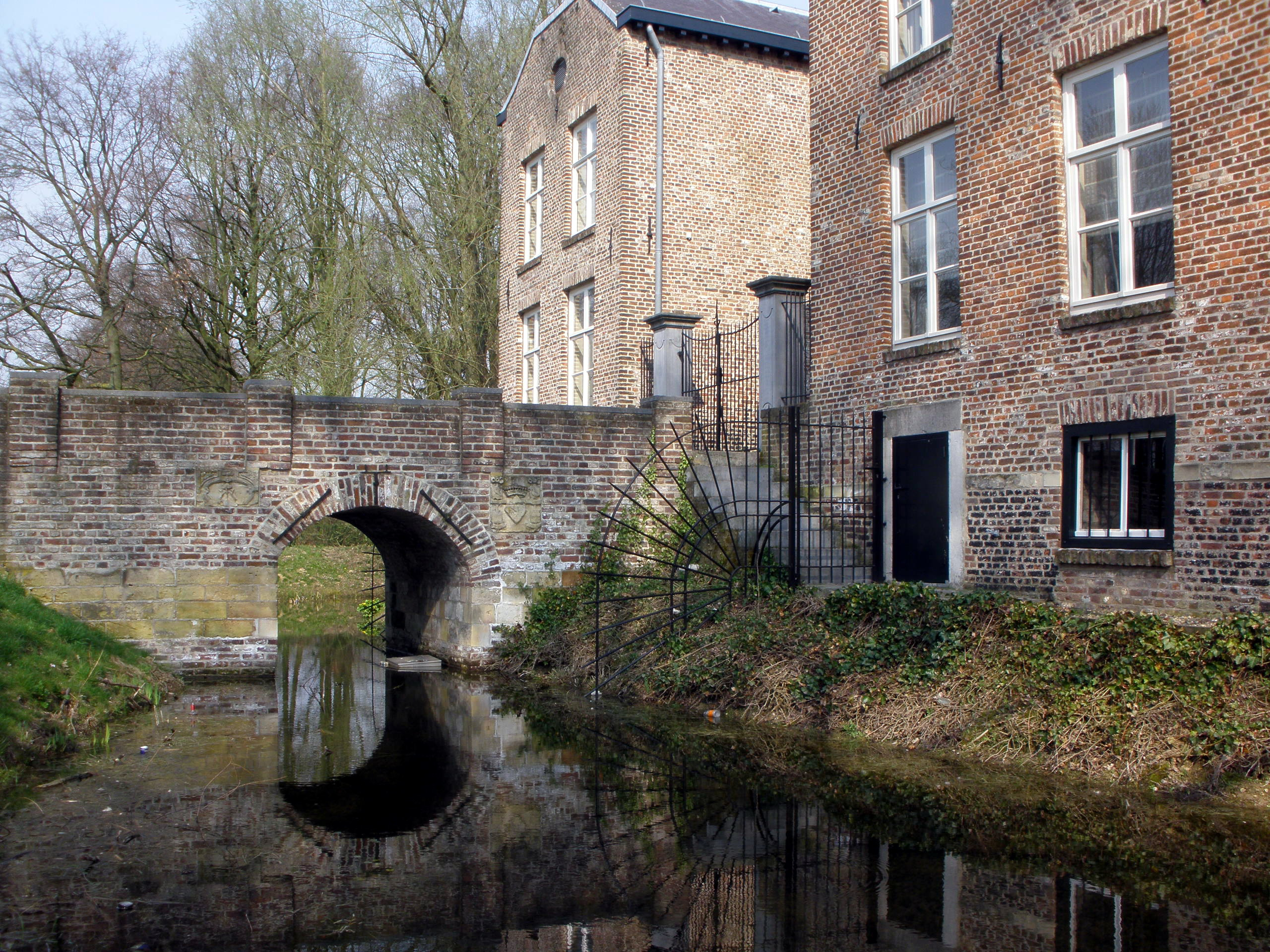
Brug met wapensteen
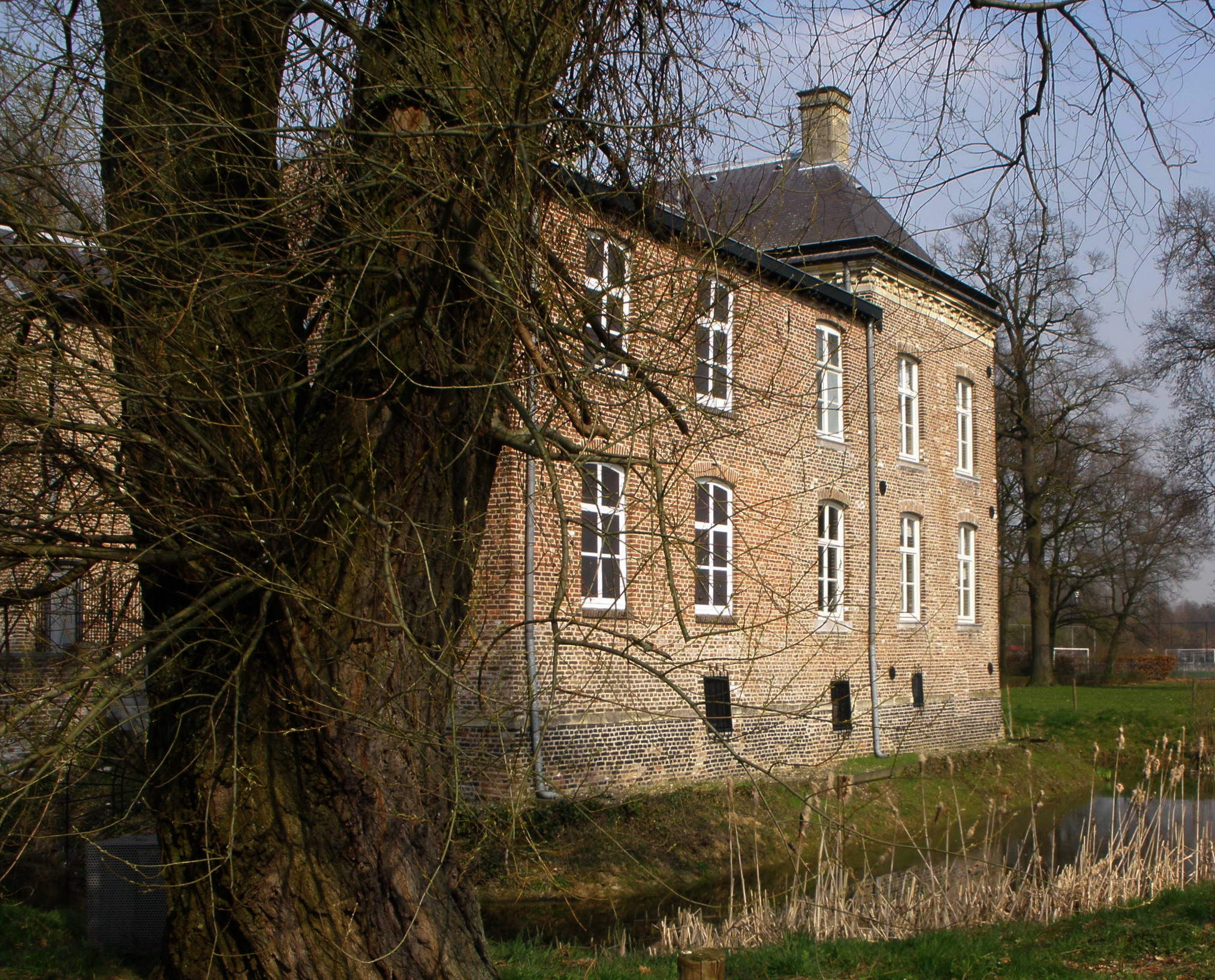
Zijaanzicht kasteel
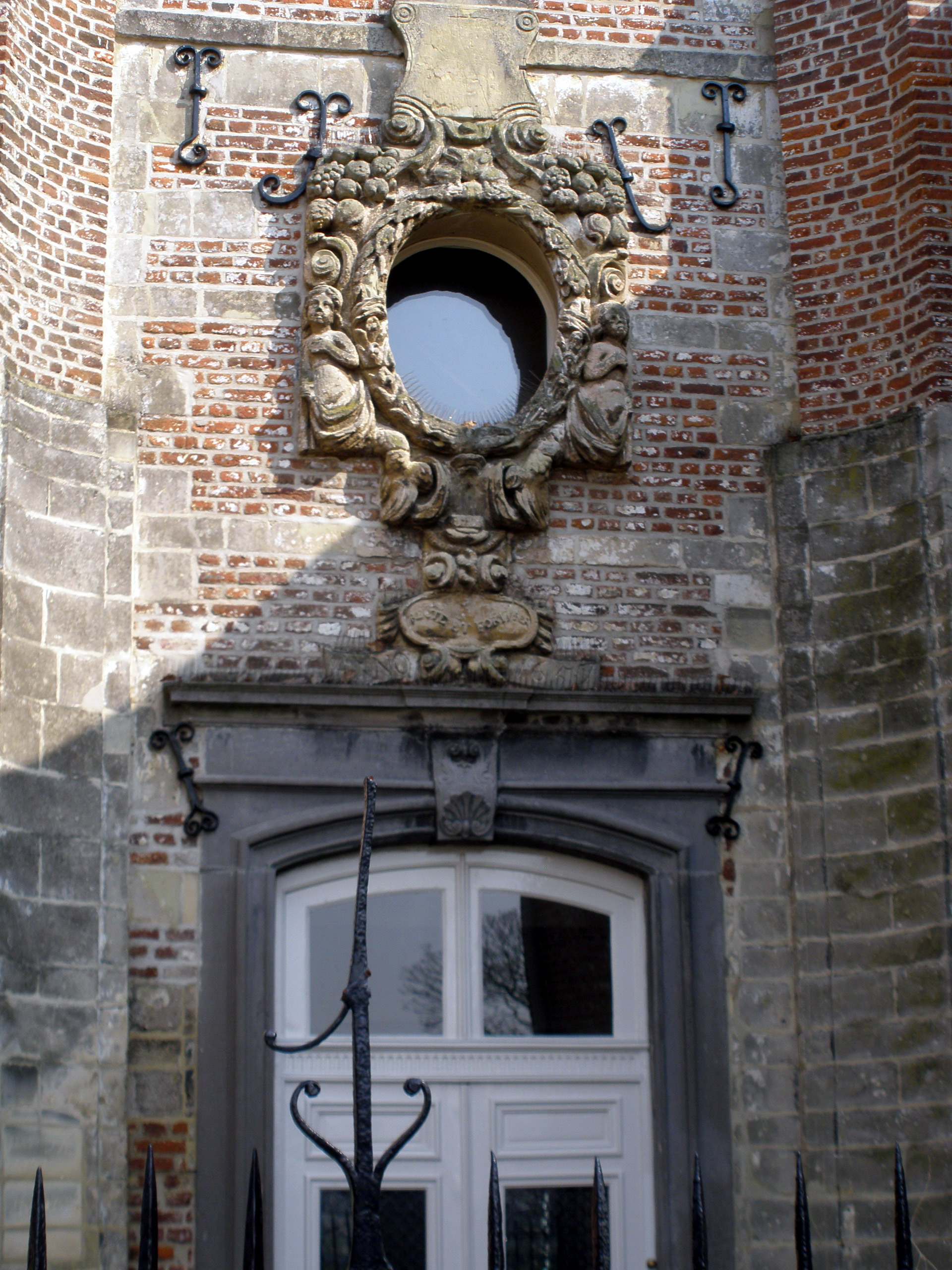
Oculusvenster
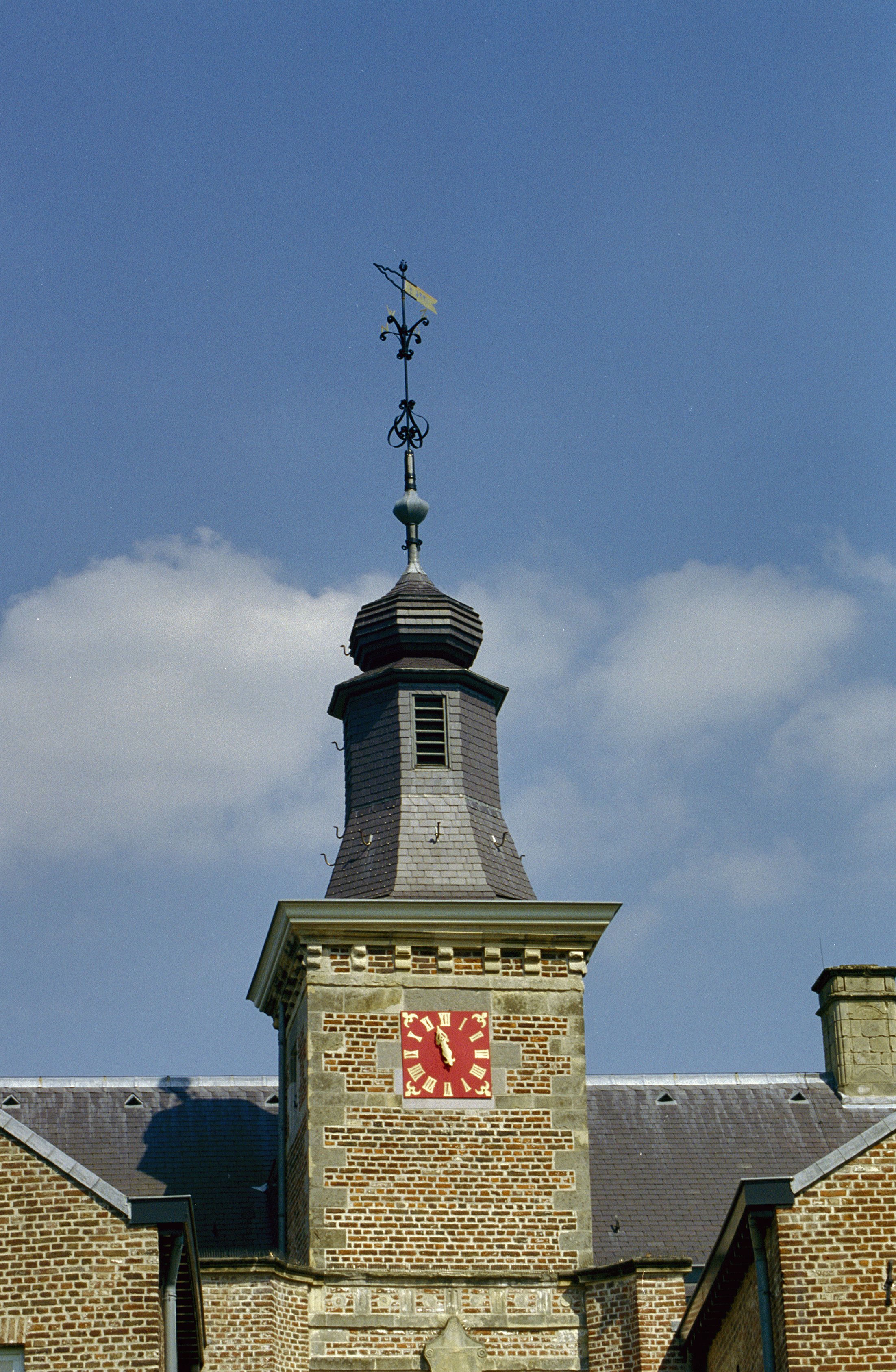
Toren met uurwerk